# 7 nanómetros
El nodo de 7 nanómetros  (7 nm) es el nodo de tecnología que sucede al nodo de 10 nm. La denominación exacta de este nodo de tecnología tiene su origen en el modo en que Intel plantea la tecnología.

## Demostraciones tecnológicas
En 2002, IBM fabricó un transistor de 6 nm.
En 2003, NEC fabricó un transistor de 5 nm.
En 2012, IBM fabricó un transistor de nanotubos de carbono de menos de 10 nm que superó el rendimiento del silicio en cuanto a velocidad y potencia. "El mayor rendimiento a baja tensión del transistor CNT de menos de 10 nm demuestra la viabilidad de los nanotubos para las tecnologías de fabricación de transistores a gran escala", de acuerdo con el resumen del artículo de Nano Letters.